# Cyathea concinna
Cyathea concinna är en ormbunkeart som först beskrevs av Bak., och fick sitt nu gällande namn av Jenm. Cyathea concinna ingår i släktet Cyathea och familjen Cyatheaceae. Inga underarter finns listade.